# أورماين
أورماين (بالإنجليزية: OurMine)‏ هي مجموعة اختراق يُقال أنها سعودية، حيثُ تعمل على اختراق أمان النظام أو الشبكة، وقد قامت المجموعة باخترق حسابات العديد من المشاهير على الإنترنت، وغالبًا ما تعمل على التخريب، بهدف الإعلان عن خدماتها التجارية، لذلك تُعتبر مجموعة قبعة بيضاء.

## التاريخ

### 2016
في عام 2016، اخترقت OurMine حسابات مؤسس ويكيبيديا جيمي ويلز على تويتر، وأيضا حسابات جون بوكي، مؤسس بوكيمون غو, وحسابات مؤسس تويتر جاك دورسي، والرئيس التنفيذي لشركة جوجل ساندر بيتشاي، وحسابات مؤسس الفيسبوك مارك زوكربيرج، وأيضا اخترقت المجموعة موقع تك كرانش.
في أكتوبر، نشر BuzzFeed مقالًا يربط مجموعة OurMine بمراهق سعودي باستخدام اسم أحمد مكي على وسائل التواصل الاجتماعي. نفى OurMine المزاعم، مدعيا أن مكي كان فقط «من محبي» الجماعة. بعد يوم واحد من نشر المقال، اخترقت OurMine موقع BuzzFeed وغيرت محتوى العديد من المنشورات لتصبح"Hacked By OurMine".
تشمل عمليات الاختراق الأخرى لعام 2016 حسابات تويتر لرئيس سوني شوهي يوشيدا;, وحسابات تويتر لـ Netflix و Marvel ؛ وحسابات نويتر لشركة Sony Music Global ؛ وأيضا حسابات إنستغرام لـ National Geographic ووحسابات تويتر لـ National Geographic Photography.

### 2017
في عام 2017، اخترقت OurMine حساب موظف على موقع Medium. كان الحساب جزءًا من فريق الشراكات الإستراتيجية، مما سمح لـ OurMine باختطاف المدونات التي تنتمي إلى Fortune و Backchannel.
من الحسابات تويتر التي تم اختراقها في عام 2017 حسابات ديفيد جويتا، وحسابات نيويورك تايمز، ودبليو دبليو إي، و صراع العروش (إلى جانب بعض البرامج التلفزيونية الأخرى إتش بي أو، والحساب الرسمي الخاص HBO). قاموا أيضًا باختراق حسابات تويتر والفيسبوك الخاصة بـ بلاي ستيشن(بما في ذلك التسريب لقواعد بيانات شبكة بلاي ستيشن نيتورك)، ونادي برشلونة، وريال مدريد (بما في ذلك قناتهم على اليوتيوب), والعديد من حسابات الفيسبوك لـ سي إن إن اخترقت أيضًا.
تم اختراق بعض حسابات يوتيوب بواسطة OurMine في عام 2017، بما في ذلك شبكة Omnia Media، حيث تم الوصول إلى العديد من القنوات؛ والعديد من قنوات يوتيوب من شبكة Studio71 تم اختراقها أيضًا مما يصل عدد القنوات التي تم اختراقها إلا أكثر من 17,000 قناة، ومشتركينها يزيد عن الئلاف والملاين.
في 31 أغسطس، ترك OurMine رسالة على الصفحة الرئيسية لـ ويكيليكس. «مرحبًا، إنها OurMine (مجموعة الأمان)، لا تقلق لأننا نختبر فقط... بلبلابل، انتظر، هذا ليس اختبار أمني! ويكيليكس، هل تذكر متى تحدى تنا لاختراقك؟» وضعو تغريدة لحساب Anonymous بتويتر يتحدى بها الفريق، ثما قامو بنشر #WikileaksHack على تويتر. كانت الرسالة مرئية عندما تم الوصول إلى الموقع من في بعض المواقع، في وقت النشر، تم استقبال بعض زوار الموقع برسالة تقول أن حساب ويكيليكس قد تم تعليقه.
في سبتمبر 2017، أعلنت Ourmine مسؤوليتها عن اختراق فيفو ونشر أكثر من 3 تيرابايت من وثائقها الداخلية.

### 2020
في يناير، قامت OurMine باختراق حسابات تويتر وفيسبوك وإنستغرام لـ الدوري الوطني لكرة القدم الأمريكية و 15 فريق بـ NFL
في فبراير، قام OurMine باختراق حساب الـ فيسبوك على تويتر. في وقت لاحق من ذلك الشهر، قاموا أيضًا بخرق حساب تويتر لفرقة الفتيان الكورية الجنوبية الشهير، NCT 127.

## روابط خارجية
- الموقع الرسمي